# Euthria helenae
Euthria helenae is een slakkensoort uit de familie van de Buccinidae. De wetenschappelijke naam van de soort is voor het eerst geldig gepubliceerd in 2003 door Rolán, Monteiro & Fraussen.